# Natação nos Jogos Paralímpicos de Verão de 2020
As competições de natação nos Jogos Paralímpicos de Verão de 2020 foram disputadas entre 25 de agosto e 2 de setembro de 2021 no Centro Aquático de Tóquio no Japão. Os atletas que disputaram a natação possuem deficiência visual, intelectual ou física.

## Medalhistas

### Masculino

#### Livre
| Evento | Classe | Ouro                                                                  | Prata                                                                 | Bronze                                                                       |
| 50 m   | S3     | Diego López Díaz                                                      | Zou Liankang                                                          | Denys Ostapchenko                                                            |
| 50 m   | S4     | Ami Omer Dadaon                                                       | Takayuki Suzuki                                                       | Luigi Beggiato                                                               |
| 50 m   | S5     | Zheng Tao                                                             | Yuan Weiyi                                                            | Wang Lichao                                                                  |
| 50 m   | S7     | Andrii Trusov                                                         | Carlos Serrano Zárate                                                 | Yevhenii Bohodaiko                                                           |
| 50 m   | S9     | Simone Barlaam                                                        | Ficheiro:Russian Paralympic Committee flag (2021).svg Denis Tarasov   | Jamal Hill                                                                   |
| 50 m   | S10    | Rowan Crothers                                                        | Maksym Krypak                                                         | Phelipe Rodrigues                                                            |
| 50 m   | S11    | Wendell Belarmino                                                     | Hua Dongdong                                                          | Edgaras Matakas                                                              |
| 50 m   | S13    | Ihar Boki                                                             | Illia Yaremenko                                                       | Maksym Veraksa                                                               |
| 100 m  | S4     | Takayuki Suzuki                                                       | Luigi Beggiato                                                        | Ficheiro:Russian Paralympic Committee flag (2021).svg Roman Zhdanov          |
| 100 m  | S5     | Francesco Bocciardo                                                   | Wang Lichao                                                           | Daniel Dias                                                                  |
| 100 m  | S6     | Antonio Fantin                                                        | Nelson Crispin Corzo                                                  | Talisson Glock                                                               |
| 100 m  | S8     | Ben Popham                                                            | Ficheiro:Russian Paralympic Committee flag (2021).svg Andrei Nikolaev | Dimosthenis Michalentzakis                                                   |
| 100 m  | S10    | Maksym Krypak                                                         | Rowan Crothers                                                        | Stefano Raimondi                                                             |
| 100 m  | S12    | Raman Salei                                                           | Maksym Veraksa                                                        | Stephen Clegg                                                                |
| 200 m  | S2     | Gabriel Araújo                                                        | Alberto Abarza                                                        | Ficheiro:Russian Paralympic Committee flag (2021).svg Vladimir Danilenko     |
| 200 m  | S3     | Denys Ostapchenko                                                     | Diego López Díaz                                                      | Jesús Hernández Hernández                                                    |
| 200 m  | S4     | Ami Omer Dadaon                                                       | Takayuki Suzuki                                                       | Ficheiro:Russian Paralympic Committee flag (2021).svg Roman Zhdanov          |
| 200 m  | S5     | Francesco Bocciardo                                                   | Antoni Ponce Bertran                                                  | Daniel Dias                                                                  |
| 200 m  | S14    | Reece Dunn                                                            | Gabriel Bandeira                                                      | Ficheiro:Russian Paralympic Committee flag (2021).svg Viacheslav Emeliantsev |
| 400 m  | S6     | Talisson Glock                                                        | Antonio Fantin                                                        | Ficheiro:Russian Paralympic Committee flag (2021).svg Viacheslav Lenskii     |
| 400 m  | S7     | Mark Malyar                                                           | Andrii Trusov                                                         | Evan Austin                                                                  |
| 400 m  | S8     | Ficheiro:Russian Paralympic Committee flag (2021).svg Andrei Nikolaev | Alberto Amodeo                                                        | Matthew Torres                                                               |
| 400 m  | S9     | William Martin                                                        | Ugo Didier                                                            | Alexander Tuckfield                                                          |
| 400 m  | S10    | Maksym Krypak                                                         | Bas Takken                                                            | Thomas Gallagher                                                             |
| 400 m  | S11    | Rogier Dorsman                                                        | Uchu Tomita                                                           | Hua Dongdong                                                                 |
| 400 m  | S13    | Ihar Boki                                                             | Kyrylo Garashchenko                                                   | Alex Portal                                                                  |

#### Costas
| Evento | Classe | Ouro                                                                  | Prata                                                                        | Bronze                                                                   |
| 50 m   | S1     | Iyad Shalabi                                                          | Anton Kol                                                                    | Francesco Bettella                                                       |
| 50 m   | S2     | Gabriel Araújo                                                        | Alberto Abarza                                                               | Ficheiro:Russian Paralympic Committee flag (2021).svg Vladimir Danilenko |
| 50 m   | S3     | Zou Liankang                                                          | Denys Ostapchenko                                                            | Diego Lopez Diaz                                                         |
| 50 m   | S4     | Ficheiro:Russian Paralympic Committee flag (2021).svg Roman Zhdanov   | Arnošt Petráček                                                              | Ángel de Jesús Camacho                                                   |
| 50 m   | S5     | Tao Zheng                                                             | Jingsong Ruan                                                                | Lichao Wang                                                              |
| 100 m  | S1     | Iyad Shalabi                                                          | Anton Kol                                                                    | Francesco Bettella                                                       |
| 100 m  | S2     | Alberto Abarza                                                        | Gabriel Araújo                                                               | Ficheiro:Russian Paralympic Committee flag (2021).svg Vladimir Danilenko |
| 100 m  | S6     | Jia Hongguang                                                         | Matías de Andrade                                                            | Dino Sinovčić                                                            |
| 100 m  | S7     | Andrii Trusov                                                         | Pipo Carlomagno                                                              | Mark Malyar                                                              |
| 100 m  | S8     | Robert Griswold                                                       | Inigo Llopis Sanz                                                            | Liu Fengqi                                                               |
| 100 m  | S9     | Ficheiro:Russian Paralympic Committee flag (2021).svg Bogdan Mozgovoi | Yahor Shchalkanau                                                            | Timothy Hodge                                                            |
| 100 m  | S10    | Maksym Krypak                                                         | Stefano Raimondi                                                             | Florent Marais                                                           |
| 100 m  | S11    | Mykhailo Serbin                                                       | Viktor Smyrnov                                                               | Yang Bozun                                                               |
| 100 m  | S12    | Raman Salei                                                           | Sergii Klippert                                                              | Stephen Clegg                                                            |
| 100 m  | S13    | Ihar Boki                                                             | Nicolas Guy Turbide                                                          | Ficheiro:Russian Paralympic Committee flag (2021).svg Vladimir Sotnikov  |
| 100 m  | S14    | Benjamin Hance                                                        | Ficheiro:Russian Paralympic Committee flag (2021).svg Viacheslav Emeliantsev | Reece Dunn                                                               |

#### Peito
| Evento | Classe                                                                  | Ouro                                                                 | Prata                                                                      | Bronze |
| 50 m   |                                                                         |                                                                      |                                                                            |        |
| SB2    | José Arnulfo Castorena                                                  | Grant Patterson                                                      | Jesús Hernández Hernández                                                  |        |
| SB3    | Ficheiro:Russian Paralympic Committee flag (2021).svg Roman Zhdanov     | Miguel Luque                                                         | Takayuki Suzuki                                                            |        |
| 100 m  |                                                                         |                                                                      |                                                                            |        |
| SB4    | Ficheiro:Russian Paralympic Committee flag (2021).svg Dmitrii Cherniaev | Moises Fuentes Garcia                                                | Antonios Tsapatakis                                                        |        |
| SB5    | Ficheiro:Russian Paralympic Committee flag (2021).svg Andrei Granichka  | Antoni Ponce Bertran                                                 | Li Junsheng                                                                |        |
| SB6    | Yevhenii Bohodaiko                                                      | Nelson Crispin Corzo                                                 | Matthew Levy                                                               |        |
| SB7    | Carlos Serrano Zárate                                                   | Ficheiro:Russian Paralympic Committee flag (2021).svg Egor Efrosinin | Blake Cochrane                                                             |        |
| SB8    | Ficheiro:Russian Paralympic Committee flag (2021).svg Andrei Kalina     | Oscar Salguero                                                       | Yang Guanglong                                                             |        |
| SB9    | Stefano Raimondi                                                        | Ficheiro:Russian Paralympic Committee flag (2021).svg Artem Isaev    | Ficheiro:Russian Paralympic Committee flag (2021).svg Dmitrii Bartasinskii |        |
| SB11   | Rogier Dorsman                                                          | Keiichi Kimura                                                       | Yang Bozun                                                                 |        |
| SB12   | Vali Israfilov                                                          | Oleksii Fedyna                                                       | Ficheiro:Russian Paralympic Committee flag (2021).svg Artur Saifutdinov    |        |
| SB13   | Taliso Engel                                                            | David Abrahams                                                       | Nurdaulet Zhumagali                                                        |        |
| SB14   | Naohide Yamaguchi                                                       | Jake Michel                                                          | Scott Quin                                                                 |        |

#### Borboleta
| Evento | Classe           | Ouro              | Prata                                                                    | Bronze |
| 50 m   |                  |                   |                                                                          |        |
| S5     | Zheng Tao        | Wang Lichao       | Yuan Weiyi                                                               |        |
| S6     | Wang Jingang     | Hongguang Jia     | Nelson Crispin Corzo                                                     |        |
| S7     | Evan Austin      | Andrii Trusov     | Carlos Serrano Zárate                                                    |        |
| 100 m  |                  |                   |                                                                          |        |
| S8     | Robert Griswold  | Yang Feng         | Denys Dubrov                                                             |        |
| S9     | William Martin   | Simone Barlaam    | Ficheiro:Russian Paralympic Committee flag (2021).svg Alexander Skaliukh |        |
| S10    | Maksym Krypak    | Stefano Raimondi  | Col Pearse                                                               |        |
| S11    | Keiichi Kimura   | Uchu Tomita       | Wendell Belarmino Pereira                                                |        |
| S12    | Raman Salei      | Stephen Clegg     | Ficheiro:Russian Paralympic Committee flag (2021).svg Roman Makarov      |        |
| S13    | Ihar Boki        | Oleksii Virchenko | Islam Aslanov                                                            |        |
| S14    | Gabriel Bandeira | Reece Dunn        | Benjamin Hance                                                           |        |

#### Medley
| Evento | Classe                                                              | Ouro                                                                   | Prata                 | Bronze |
| 150 m  |                                                                     |                                                                        |                       |        |
| SM3    | Jesús Hernández                                                     | Ahmed Kelly                                                            | Grant Patterson       |        |
| SM4    | Ficheiro:Russian Paralympic Committee flag (2021).svg Roman Zhdanov | Ami Omer Dadaon                                                        | Takayuki Suzuki       |        |
| 200 m  |                                                                     |                                                                        |                       |        |
| SM6    | Nelson Crispin                                                      | Ficheiro:Russian Paralympic Committee flag (2021).svg Andrei Granichka | Jia Hongguang         |        |
| SM7    | Mark Malyar                                                         | Andrii Trusov                                                          | Carlos Serrano Zárate |        |
| SM8    | Denys Dubrov                                                        | Xu Haijiao                                                             | Yang Guanglong        |        |
| SM9    | Ficheiro:Russian Paralympic Committee flag (2021).svg Andrei Kalina | Timothy Hodge                                                          | Ugo Didier            |        |
| SM10   | Maksym Krypak                                                       | Stefano Raimondi                                                       | Bas Takken            |        |
| SM11   | Rogier Dorsman                                                      | Mykhailo Serbin                                                        | Uchu Tomita           |        |
| SM13   | Ihar Boki                                                           | Alex Portal                                                            | Thomas van Wanrooij   |        |
| SM14   | Reece Dunn                                                          | Gabriel Bandeira                                                       | Vasyl Krainyk         |        |

### Feminino

#### Livre
| Evento | Classe                                                                      | Ouro                                                                 | Prata                                                               | Bronze |
| 50 m   |                                                                             |                                                                      |                                                                     |        |
| S4     | Rachael Watson                                                              | Arjola Trimi                                                         | Marta Fernández Infante                                             |        |
| S6     | Yelyzaveta Mereshko                                                         | Elizabeth Marks                                                      | Anna Hontar                                                         |        |
| S8     | Ficheiro:Russian Paralympic Committee flag (2021).svg Viktoriia Ishchiulova | Cecília Jerônimo de Araújo                                           | Xenia Palazzo                                                       |        |
| S9     | Simone Barlaam                                                              | Ficheiro:Russian Paralympic Committee flag (2021).svg Denis Tarasov  | Jamal Hill                                                          |        |
| S10    | Ficheiro:Russian Paralympic Committee flag (2021).svg Anastasiia Gontar     | Chantalle Zijderveld                                                 | Aurélie Rivard                                                      |        |
| S11    | Ma Jia                                                                      | Li Guizhi                                                            | Karolina Pelendritou                                                |        |
| S13    | Maria Carolina Santiago                                                     | Ficheiro:Russian Paralympic Committee flag (2021).svg Anna Krivshina | Carlotta Gilli                                                      |        |
| 100 m  |                                                                             |                                                                      |                                                                     |        |
| S3     | Arjola Trimi                                                                | Leanne Smith                                                         | Ficheiro:Russian Paralympic Committee flag (2021).svg Anna Shishova |        |
| S5     | Tully Kearney                                                               | Zhang Li                                                             | Monica Boggioni                                                     |        |
| S7     | Giulia Terzi                                                                | McKenzie Coan                                                        | Yelyzaveta Mereshko Yuyan Jiang                                     |        |
| S9     | Sophie Pascoe                                                               | Sarai Gascon                                                         | Mariana Ribeiro                                                     |        |
| S10    | Aurélie Rivard                                                              | Chantalle Zijderveld                                                 | Lisa Kruger                                                         |        |
| S11    | Li Guizhi                                                                   | Liesette Bruinsma                                                    | Cai Liwen                                                           |        |
| S12    | Maria Carolina Santiago                                                     | Ficheiro:Russian Paralympic Committee flag (2021).svg Daria Pikalova | Hannah Russell                                                      |        |
| 200 m  |                                                                             |                                                                      |                                                                     |        |
| S5     | Zhang Li                                                                    | Tully Kearney                                                        | Monica Boggioni                                                     |        |
| S14    | Ficheiro:Russian Paralympic Committee flag (2021).svg Valeriia Shabalina    | Bethany Firth                                                        | Jessica-Jane Applegate                                              |        |
| 400 m  |                                                                             |                                                                      |                                                                     |        |
| S6     | Jiang Yuyan                                                                 | Yelyzaveta Mereshko                                                  | Nora Meister                                                        |        |
| S7     | McKenzie Coan                                                               | Giulia Terzi                                                         | Julia Gaffney                                                       |        |
| S8     | Morgan Stickney                                                             | Jessica Long                                                         | Xenia Francesca Palazzo                                             |        |
| S9     | Lakeisha Patterson                                                          | Zsofia Konkoly                                                       | Toni Shaw                                                           |        |
| S10    | Aurélie Rivard                                                              | Bianka Pap                                                           | Oliwia Jabłońska                                                    |        |
| S11    | Anastasia Pagonis                                                           | Liesette Bruinsma                                                    | Cai Liwen                                                           |        |
| S13    | Anna Stetsenko                                                              | Carlotta Gilli                                                       | Katja Dedekind                                                      |        |

#### Costas
| Evento | Classe            | Ouro                                                                     | Prata                                                                 | Bronze |
| 50 m   |                   |                                                                          |                                                                       |        |
| S2     | Yip Pin Xiu       | Miyuki Yamada                                                            | Feng Yazhu                                                            |        |
| S3     | Arjola Trimi      | Ellie Challis                                                            | Ficheiro:Russian Paralympic Committee flag (2021).svg Iuliia Shishova |        |
| S4     | Liu Yu            | Zhou Yanfei                                                              | Alexandra Stamatopoulou                                               |        |
| S5     | Lu Dong           | Teresa Perales                                                           | Sevilay Ozturk                                                        |        |
| 100 m  |                   |                                                                          |                                                                       |        |
| S2     | Yip Pin Xiu       | Miyuki Yamada                                                            | Fabiola Ramirez                                                       |        |
| S6     | Elizabeth Marks   | Jiang Yuyan                                                              | Verena Schott                                                         |        |
| S7     | Mallory Weggemann | Danielle Dorris                                                          | Julia Gaffney                                                         |        |
| S8     | Tupou Neiufi      | Kateryna Denysenko                                                       | Jessica Long                                                          |        |
| S9     | Hannah Aspden     | Nuria Marques Soto                                                       | Sophie Pascoe                                                         |        |
| S10    | Bianka Pap        | Aurélie Rivard                                                           | Lisa Kruger                                                           |        |
| S11    | Cai Liwen         | Wang Xinyi                                                               | Li Guizhi                                                             |        |
| S12    | Hannah Russell    | Ficheiro:Russian Paralympic Committee flag (2021).svg Daria Pikalova     | Maria Carolina Gomes Santiago                                         |        |
| S13    | Gia Pergolini     | Carlotta Gilli                                                           | Katja Dedekind                                                        |        |
| S14    | Bethany Firth     | Ficheiro:Russian Paralympic Committee flag (2021).svg Valeriia Shabalina | Jessica-Jane Applegate                                                |        |

#### Peito
| Evento | Classe                                                               | Ouro                                                                   | Prata                                                                     | Bronze |
| 50 m   |                                                                      |                                                                        |                                                                           |        |
| SB3    | Marta Fernandez Infante                                              | Ficheiro:Russian Paralympic Committee flag (2021).svg Nataliia Butkova | Nely Miranda Herrera                                                      |        |
| 100 m  |                                                                      |                                                                        |                                                                           |        |
| SB4    | Fanni Illés                                                          | Giulia Ghiretti                                                        | Yao Cuan                                                                  |        |
| SB5    | Yelyzaveta Mereshko                                                  | Grace Harvey                                                           | Verena Schott                                                             |        |
| SB6    | Maisie Summers-Newton                                                | Liu Daomin                                                             | Sophia Herzog                                                             |        |
| SB7    | Ficheiro:Russian Paralympic Committee flag (2021).svg Mariia Pavlova | Jessica Long                                                           | Tiffany Thomas Kane                                                       |        |
| SB8    | Ellen Keane                                                          | Sophie Pascoe                                                          | Ficheiro:Russian Paralympic Committee flag (2021).svg Adelina Razetdinova |        |
| SB9    | Chantalle Zijderveld                                                 | Lisa Kruger                                                            | Keira Stephens                                                            |        |
| SB11   | Karolina Pelendritou                                                 | Ma Jia                                                                 | Yana Berezhna                                                             |        |
| SB12   | Maria Carolina Santiago                                              | Ficheiro:Russian Paralympic Committee flag (2021).svg Daria Lukianenko | Yaryna Matlo                                                              |        |
| SB13   | Elena Krawzow                                                        | Rebecca Redfern                                                        | Colleen Young                                                             |        |
| SB14   | Michelle Alonso Morales                                              | Louise Fiddes                                                          | Beatriz Carneiro                                                          |        |

#### Borboleta
| Evento | Classe                                                                   | Ouro                                                                        | Prata                                                                | Bronze |
| 50 m   |                                                                          |                                                                             |                                                                      |        |
| S5     | Lu Dong                                                                  | Marta Fernandez Infante                                                     | Cheng Jiao                                                           |        |
| S6     | Jiang Yuyan                                                              | Nicole Turner                                                               | Elizabeth Marks                                                      |        |
| S7     | Danielle Dorris                                                          | Mallory Weggemann                                                           | Giulia Terzi                                                         |        |
| 100 m  |                                                                          |                                                                             |                                                                      |        |
| S8     | Jessica Long                                                             | Ficheiro:Russian Paralympic Committee flag (2021).svg Viktoriia Ishchiulova | Laura González                                                       |        |
| S9     | Zsófia Konkoly                                                           | Elizabeth Smith                                                             | Sarai Gascón Moreno                                                  |        |
| S10    | Mikaela Jenkins                                                          | Jasmine Greenwood                                                           | Chantalle Zijderveld                                                 |        |
| S13    | Carlotta Gilli                                                           | Alessia Berra                                                               | Ficheiro:Russian Paralympic Committee flag (2021).svg Daria Pikalova |        |
| S14    | Ficheiro:Russian Paralympic Committee flag (2021).svg Valeriia Shabalina | Paige Leonhardt                                                             | Ruby Storm                                                           |        |

#### Medley
| Evento | Classe                                                                   | Ouro                    | Prata                                                                  | Bronze |
| 150 m  |                                                                          |                         |                                                                        |        |
| SM4    | Liu Yu                                                                   | Zhou Yanfei             | Ficheiro:Russian Paralympic Committee flag (2021).svg Nataliia Butkova |        |
| 200 m  |                                                                          |                         |                                                                        |        |
| SM5    | Lu Dong                                                                  | Cheng Jiao              | Monica Boggioni                                                        |        |
| SM6    | Maisie Summers-Newton                                                    | Yelyzaveta Mereshko     | Verena Schott                                                          |        |
| SM7    | Mallory Weggemann                                                        | Ahalya Lettenberger     | Tiffany Thomas-Kane                                                    |        |
| SM8    | Jessica Long                                                             | Xenia Francesca Palazzo | Ficheiro:Russian Paralympic Committee flag (2021).svg Mariia Pavlova   |        |
| SM9    | Sophie Pascoe                                                            | Zsófia Konkoly          | Núria Marquès                                                          |        |
| SM10   | Chantalle Zijderveld                                                     | Bianka Pap              | Lisa Kruger                                                            |        |
| SM11   | Ma Jia                                                                   | Cai Liwen               | Anastasia Pagonis                                                      |        |
| SM13   | Carlotta Gilli                                                           | Colleen Young           | Shokhsanamkhon Toshpulatova                                            |        |
| SM14   | Ficheiro:Russian Paralympic Committee flag (2021).svg Valeriia Shabalina | Bethany Firth           | Louise Fiddes                                                          |        |

### Relays

#### Livre
| Evento                   | Ouro | Prata                                                                                                  | Bronze                                                                                            |
| ------------------------ | --- | --- | ------------------------------------------------------------------------------------------------- |
| 4x50 m 20 pts misto      | China Zhang Li Zheng Tao Yuan Weiyi Lu Dong | Itália Giulia Terzi Arjola Trimi Luigi Beggiato Antonio Fantin                                         | Brasil Patrícia Pereira dos Santos Daniel Dias Joana Neves Talisson Glock                         |
| 4x100 m S14 misto        | Grã-Bretanha Reece Dunn Bethany Firth Jessica-Jane Applegate Jordan Catchpole                                                                                                | Austrália Ricky Betar Benjamin Hance Ruby Storm Madeleine McTernan                                     | Brasil Gabriel Bandeira Ana Karolina Soares de Oliveira Débora Borges Carneiro Felipe Vila Real   |
| 4x100 m 34 pts masculino | Austrália Rowan Crothers (S10) William Martin (S9) Matthew Levy (S7) Ben Popham (S8)                                                                                         | Itália Antonio Fantin (S6) Simone Ciulli (S9) Simone Barlaam (S9) Stefano Raimondi (10)                | Ukraine Yurii Bozhynskyi (S9) Denys Dubrov (S8) Andrii Trusov (S7) Maksym Krypak (S10)            |
| 4x100 m 34 pts feminino  | Itália Xenia Francesca Palazzo (S8) Vittoria Bianco (S9) Giulia Terzi (S7) Alessia Scortechini (S10)                                                                         | Austrália Ellie Cole (S9) Isabella Vincent (S7) Emily Beecroft (S9) Ashleigh McConnell (S9)            | Canadá Morgan Bird (S8) Katarina Roxon (S9) Sabrina Duchesne (S7) Aurélie Rivard (S10)            |
| 4x100 m 49 pts misto     | Ficheiro:Russian Paralympic Committee flag (2021).svg Comitê Paralímpico Russo · Ilnur Garipov (S11) · Anna Krivshina (S13) · Daria Pikalova (S12) · Vladimir Sotnikov (S13) | Brazil Wendell Belarmino (S11) Douglas Matera (S13) Lucilene da Silva Sousa (S12) Carol Santiago (S12) | Ukraine Maryna Piddubna (S11) Maksym Veraksa (S12) Anna Stetsenko (S13) Kyrylo Garashchenko (S13) |